# 張宇 (排球運動員)
張宇（1995年9月25日— - ），中華人民共和國女子排球運動員。

## 来歴
2013年加入北京女子排球。2015年被選為中國國家女子排球隊。
2024年，參加韓國V聯賽的亞洲四分之一選拔賽。

## 所属對伍
- 北京女排（2013-2024年）
- ペッパー貯蓄銀行AIペッパーズ（日语：ペッパー貯蓄銀行AIペッパーズ）（2024-）